# El Manso
El Manso est un site rural et ejido de la commission de développement du département de Bariloche, province de Río Negro, Argentine.
L'ejido comptait 616 habitants (INDEC, 2001), ce qui représente une augmentation de 23% par rapport aux 499 habitants (INDEC, 1991) du recensement précédent. Lors du recensement national de 2010, il a été considéré comme une population rurale dispersée.